# Tetraclitella pilsbryi
Tetraclitella pilsbryi is een zeepokkensoort uit de familie van de Tetraclitidae. De wetenschappelijke naam van de soort is voor het eerst geldig gepubliceerd in 1962 door Utinomi.